# Rebecca Kadaga
Rebecca Alitwala Kadaga, née le 24 mai 1956, est une avocate et femme politique ougandaise. Elle est première vice-Première ministre ougandaise depuis 2021. Par le passé, elle occupa divers portefeuilles ministériels puisqu'elle fut ministre de la Coopération régionale de 1996 à 1998, ministre d’État aux Communications et à l’Aviation de 1998 à 1999 et ministre des Affaires parlementaires de 1999 à 2000. Elle fut également présidente du Parlement de l'Ouganda entre 2011 et 2021. 
À l'étranger, elle est principalement connue pour être l'un des principaux promoteurs d'un projet de loi antihomosexualité (rebaptisé Kill the Gays bill par certains médias occidentaux en raison de la clause de peine de mort qu'il comportait initialement) qu'elle s'est promise de faire adopter par le parlement ougandais en décembre 2012, allant jusqu'à le comparer à « un cadeau de Noël ».  